# Leichtathletik-Weltmeisterschaften 2019/Teilnehmer (Litauen)
| Gelbes Symbol für Goldmedaillen mit stilisierten Olympischen Ringen | Graues Symbol für Silbermedaillen mit stilisierten Olympischen Ringen | Braundes Symbol für Bronzemedaillen mit stilisierten Olympischen Ringen |
| ------------------------------------------------------------------- | --------------------------------------------------------------------- | ----------------------------------------------------------------------- |
| —                                                                   | —                                                                     | —                                                                       |

Der Leichtathletikverband von Litauen wollte an den Leichtathletik-Weltmeisterschaften 2019 in Doha teilnehmen. Elf Athletinnen und Athleten wurden vom litauischen Verband nominiert.

## Ergebnisse

### Frauen

#### Laufdisziplinen
| Athletin               | Disziplin   | Vorlauf | Vorlauf | Halbfinale | Halbfinale | Finale    | Finale |
| Athletin               | Disziplin   | Zeit    | Platz   | Zeit       | Platz      | Zeit      | Platz  |
| ---------------------- | ----------- | ------- | ------- | ---------- | ---------- | --------- | ------ |
| Monika Bytautienė      | Marathon    |         |         |            |            | DNF       | DNF    |
| Živilė Vaiciukevičiūtė | 20 km Gehen |         |         |            |            | 1:39:26 h | 23     |

#### Sprung/Wurf
| Athletin          | Disziplin  | Qualifikation | Qualifikation | Finale     | Finale |
| Athletin          | Disziplin  | Weite/Höhe    | Platz         | Weite/Höhe | Platz  |
| ----------------- | ---------- | ------------- | ------------- | ---------- | ------ |
| Airinė Palšytė    | Hochsprung | 1,85 m        | 22            | DNQ        | DNQ    |
| Dovilė Kilty      | Dreisprung | 14,09 m       | 14            | DNQ        | DNQ    |
| Diana Zagainova   | Dreisprung | 13,64 m       | 22            | DNQ        | DNQ    |
| Liveta Jasiūnaitė | Speerwurf  | 56,90 m       | 23            | DNQ        | DNQ    |

### Männer

#### Laufdisziplinen
| Athlet             | Disziplin   | Vorlauf | Vorlauf | Halbfinale | Halbfinale | Finale    | Finale |
| Athlet             | Disziplin   | Zeit    | Platz   | Zeit       | Platz      | Zeit      | Platz  |
| ------------------ | ----------- | ------- | ------- | ---------- | ---------- | --------- | ------ |
| Marius Žiūkas      | 20 km Gehen |         |         |            |            | 1:30:22 h | 11     |
| Arturas Mastianica | 50 km Gehen |         |         |            |            | 4:21:54 h | 15     |

#### Sprung/Wurf
| Athlet             | Disziplin  | Qualifikation | Qualifikation | Finale     | Finale |
| Athlet             | Disziplin  | Weite/Höhe    | Platz         | Weite/Höhe | Platz  |
| ------------------ | ---------- | ------------- | ------------- | ---------- | ------ |
| Adrijus Glebauskas | Hochsprung | 02,22 m       | 21            | DNQ        | DNQ    |
| Andrius Gudžius    | Diskuswurf | 64,14 m       | 08            | 61,55 m    | 12     |
| Edis Matusevičius  | Speerwurf  | 79,60 m       | 22            | DNQ        | DNQ    |